# Fântânele (okręg Bistrița-Năsăud)
Fântânele (węg. Újős) – wieś w Rumunii, w okręgu Bistrița-Năsăud, w gminie Matei. W 2011 roku liczyła 650 mieszkańców.